# Artur Jędrzejczyk
Artur Marcin Jędrzejczyk (Dębica, 4 novembre 1987) è un calciatore polacco, difensore del Legia Varsavia.
Ha iniziato la sua carriera nell'Igloopol Dębica, in IV liga. Nel 2006 si trasferisce al Legia Varsavia: ceduto in prestito in tre occasioni tra il 2007 e il 2010, al suo ritorno dall'esperienza al Kielce ottiene un posto da titolare nella difesa del Legia. Nel 2013 passa ai russi del Krasnodar.
Ha fatto parte della nazionale polacca Under-19 e Under-20 nelle quali ha giocato contro la Giordania. Nel 2008 ha giocato una partita in squadra Under-21 e nel settembre 2009 ha fatto il suo debutto nella squadra Under-23 giocando nella partita contro il Galles. Debuttò in nazionale nell'ottobre 2010, nella partita contro l'Ecuador.

## Carriera

### Club
Ha iniziato la sua carriera nell'Igloopol Dębica. Nella primavera della stagione 2005/2006 è stato inserito nella prima squadra e ha fatto il suo debutto nella IV liga. Realizza la sua prima marcatura contro lo Stal Mielec (1-1). Segna il suo secondo e ultimo gol stagionale contro il KKS Kolbuszowianka (2-1). La sua squadra ha fatto fatica a salire la graduatoria ma alla fine ha ottenuto il terzo posto, a soli cinque punti dalla squadra vincente, il KS Wisłoka Dębica.
Nel giugno 2006, è acquistato dal Legia Varsavia a Wronki. Dopo il provino, l'allenatore del Legia, Dariusz Wdowczyk, lo ha inserito in squadra per la stagione 2006/2007. Esordisce il 22 luglio in una partita di Supercoppa di Polonia contro il Wisła Płock in cui ha commesso solo qualche piccolo errore. L'incontro si è concluso con una vittoria per 2-1 dei rivali e il giocatore ha lasciato il campo al 78' al posto di Maciej Korzym. Nel mese di agosto, ha giocato la sua prima partita in campionato, in una sfida contro il ŁKS Łódź: schierato come terzino destro, non offre una buona prova. Gioca altre tre incontri di Ekstraklasa (nella fase autunnale era fuori rosa), offrendo prestazioni altalenanti a causa della sua scarsa esperienza come terzino.
All'inizio del luglio 2007 è ceduto in prestito al GKS Jastrzębie. Nella nuova squadra ha debuttato il 29 luglio con la vittoria del 3-1 contro il ŁKS Łomża. Nel mese di ottobre, durante un incontro con il Tur Turek, rimedia una distorsione al ginocchio, restando fuori dai terreni di gioco per sei mesi. È ritornato a giocare nel marzo 2008, nell'incontro con il Motor Lublin. Entro la fine della stagione ha giocato regolarmente, giocando 23 partite.
Prima della stagione 2008/2009 è tornato al Legia. A causa della scarsa forma di Sebastian Szałachowski, è stato posto sul lato della difesa, dove era abituato giocare. Tuttavia, è inserito nelle giovanili della società e nel mese di luglio è andato a fare un periodo di prova con il Korona Kielce, caduto in seconda divisione, facendosi notare in un'amichevole contro il KSZO Ostrowiec Świętokrzyski. Nonostante ciò, è ceduto in prestito al Dolcan Ząbki. Conquista velocemente un posto tra i titolari e l'allenatore Marcin Sasal lo ha chiamato un giocatore giovane ma con esperienza. Durante la sua permanenza con il Dolcan Ząbki, ha collezionato 28 presenze. Ha anche segnato due gol: negli incontri con il GKP Gorzów Wielkopolski e con il Stal Stalowa Wola. Nel mese di aprile 2009, ha prolungato il suo contratto con il Legia e in estate è tornato a Varsavia.
Durante la stagione seguente esordisce in UEFA Europa League contro il Brøndby IF (1-1). Nella partita di ritorno i danesi passano il turno per la regola dei gol fuori casa, pareggiando 2-2 a Varsavia. Nel primo campionato il Legia gioca contro il Zagłębie Lubin: Jędrzejczyk forma una coppia difensiva assieme allo spagnolo Astiz e al 67' sigla il 4-0 finale. Entro la fine della fase autunnale ha giocato in altri tre incontri del campionato e in altri due incontri in Coppa di Polonia. Nonostante ciò, sente di dover giocare di più. Pertanto, all'inizio del gennaio 2010 ha giocato in prestito per un anno al Korona Kielce. L'accordo prevedeva anche una clausola che prevedeva, qualora necessario, il ritorno del calciatore al Legia in estate. Il debutto si è avuto alla fine di febbraio: ha segnato l'1-0 contro il Jagiellonia Białystok, decidendo l'incontro. L'8 maggio ha giocato una partita contro il Lechia Danzica, realizzando una rete e permettendo alla sua squadra l'accesso in liga. Infine il Korona Kielce si è posizionato al sesto posto della classifica della liga. Totalizza 13 incontri con il Kielce.
Nonostante la sua giovane età, ha impressionato la squadra grazie alla tranquillità che mostrava nelle azioni difensive. In situazioni molto difficili, era in grado di prendere decisioni giuste che hanno salvato la squadra dal subire gol. Si presentava bene anche nelle azioni offensive della sua squadra. Ancora durante il turno primaverile la Legia ha dichiarato che voleva che Jędrzejczyk tornasse al suo posto dopo la fine della stagione. L'allenatore del Korona, Marcin Sasal, ha detto che la pausa del difensore nel team guidato da lui sarebbe stata una buona soluzione. Ritornato a Varsavia, nella stagione 2011/2012 ha vinto la Coppa di Polonia. Il 10 agosto 2025, nella partita di Ekstraklasa contro il GKS Katowice, finita con la vittoria del Legia Varsavia per 3-1, segna e diventa così il marcatore più anziano della storia del club polacco, a 37 anni, 9 mesi e 6 giorni, battendo il precedente record di Lucjan Brychczy.

### Nazionale
Nell'agosto del 2006, è stato convocato dalla Nazionale U-20 per il torneo amichevole in Portogallo. Nel febbraio dell'anno successivo è stato convocato dall'Under-19. Nel mese di aprile, è stato convocato ancora dall'Under-20.
Il 13 giugno Jędrzejczyk è escluso dai convocati per il Mondiale Under-20.
Nel maggio 2008 è stato convocato dalla Nazionale U-21. Il primo giugno ha debuttato nel corso dell'incontro pareggiando 2-2 con la Bielorussia, in cui ha giocato 65 minuti, dopo di che è stato sostituito da Michał Steinke. Nell'agosto 2009 è stato nominato dall'allenatore, Stefan Majewski, a giocare nell'incontro con il Galles nella squadra U-23. Ci ha giocato nel secondo tempo quando nel 63º minuto ha sostituito Mariusz Pawelec, e i polacchi hanno sconfitto gli avversari per 2-1.
Il 26 luglio 2010 Jędrzejczyk è stato chiamato dal CT Franciszek Smuda per la partita amichevole contro il Camerun che si è tenuta in data 11 agosto. L'incontro si è concluso con una vittoria per 3-0. Alla fine di agosto e ai primi di settembre, ha giocato due partite nella squadra della nazionale U-23 contro l'Uzbekistan, e poi contro l'Iran.
Alla fine di settembre 2010 è stato chiamato da Andrzej Zamilski per giocare nella squadra nazionale U-23 contro l'Iran e il Galles. Non ha partecipato a quelle partite perché pochi giorni dopo, è stato anche (al posto di Grzegorz Wojtkowiak) chiamato dal selezionatore Franciszek Smuda per gli incontri negli Stati Uniti e in Canada. In questo incontro ha giocato il 12 ottobre nella partita pareggiata a 2-2 con l'Ecuador, nella quale al 61º minuto ha sostituito Łukasz Piszczek.
Viene convocato per gli Europei 2016 in Francia.
Viene convocato per la fase finale del campionato del mondo 2018, dove tuttavia,disputa solo l'ultima partita, deludendo come il resto della squadra, eliminata da ultima nel girone.
Viene convocato per la fase finale del campionato del mondo 2022.

## Statistiche

### Presenze e reti nei club
Statistiche aggiornate al 14 novembre 2022.
| Stagione              | Squadra               | Campionato            | Campionato | Campionato | Coppe nazionali | Coppe nazionali | Coppe nazionali | Coppe continentali | Coppe continentali | Coppe continentali | Altre coppe | Altre coppe | Altre coppe | Totale | Totale |
| Stagione              | Squadra               | Comp                  | Pres       | Reti       | Comp            | Pres            | Reti            | Comp               | Pres               | Reti               | Comp        | Pres        | Reti        | Pres   | Reti   |
| --------------------- | --------------------- | --------------------- | ---------- | ---------- | --------------- | --------------- | --------------- | ------------------ | ------------------ | ------------------ | ----------- | ----------- | ----------- | ------ | ------ |
| 2005-2006             | Igloopol Dębica       | -                     | -          | -          | -               | -               | -               | -                  | -                  | -                  | -           | -           | -           | -      | -      |
| 2006-2007             | Legia Varsavia        | IL                    | 1          | 0          | -               | -               | -               | CU                 | 0                  | 0                  | SP          | 1           | 0           | 2      | 0      |
| 2007-2008             | GKS Jastrzębie        | 2L                    | 23         | 0          | -               | -               | -               | -                  | -                  | -                  | -           | -           | -           | 23     | 0      |
| 2008-2009             | Dolcan Ząbki          | 1L                    | 28         | 2          | -               | -               | -               | -                  | -                  | -                  | -           | -           | -           | 28     | 2      |
| 2009-gen. 2010        | Legia Varsavia        | EK                    | 4          | 1          | PP              | 2               | 0               | UEL                | 1                  | 0                  | -           | -           | -           | 7      | 1      |
| feb. -giu 2010        | Korona Kielce         | EK                    | 11         | 1          | PP              | 2               | 0               | -                  | -                  | -                  | -           | -           | -           | 13     | 1      |
| 2010-2011             | Legia Varsavia        | EK                    | 14         | 0          | PP              | 1               | 0               | -                  | -                  | -                  | -           | -           | -           | 15     | 0      |
| 2011-2012             | Legia Varsavia        | EK                    | 27         | 0          | PP              | 5               | 0               | UEL                | 10                 | 0                  | -           | -           | -           | 42     | 0      |
| 2012-2013             | Legia Varsavia        | EK                    | 25         | 2          | PP              | 8               | 1               | UEL                | 5                  | 0                  | SP          | 1           | 0           | 39     | 3      |
| 2013-2014             | Krasnodar             | PL                    | 27         | 1          | KR              | 3               | 0               | -                  | -                  | -                  | -           | -           | -           | 30     | 1      |
| 2014-2015             | Krasnodar             | PL                    | 14         | 0          | KR              | 2               | 0               | UEL                | 9                  | 0                  | -           | -           | -           | 25     | 0      |
| 2015-gen. 2016        | Krasnodar             | PL                    | 6          | 0          | KR              | 2               | 0               | UEL                | 7                  | 0                  | -           | -           | -           | 15     | 0      |
| gen.-giu. 2016        | Legia Varsavia        | EK                    | 16         | 1          | PP              | 1               | 0               | -                  | -                  | -                  | -           | -           | -           | 17     | 2      |
| 2016-gen.2017         | Krasnodar             | PL                    | 13         | 0          | KR              | 0               | 0               | UEL                | 8                  | 1                  | -           | -           | -           | 21     | 1      |
| Totale Krasnodar      | Totale Krasnodar      | Totale Krasnodar      | 60         | 1          |                 | 7               | 0               |                    | 24                 | 1                  |             | 0           | 0           | 91     | 2      |
| gen.-giu. 2017        | Legia Varsavia        | EK                    | 16         | 1          | PP              | -               | -               | UCL+UEL            | -                  | -                  | -           | -           | -           | 16     | 0      |
| 2017-2018             | Legia Varsavia        | EK                    | 20         | 0          | PP              | 4               | 0               | UCL+UEL            | 4+2                | 0+0                | SP          | 1           | 0           | 31     | 0      |
| 2018-2019             | Legia Varsavia        | EK                    | 31         | 3          | PP              | 3               | 0               | UCL+UEL            | 0                  | 0                  | SP          | 0           | 0           | 34     | 3      |
| 2019-2020             | Legia Varsavia        | EK                    | 29         | 0          | PP              | 4               | 0               | UEL                | 8                  | 0                  | -           | -           | -           | 41     | 0      |
| 2020-2021             | Legia Varsavia        | EK                    | 27         | 0          | PP              | 4               | 0               | UCL+UEL            | 2+2                | 0+0                | SP          | 0           | 0           | 35     | 0      |
| 2021-2022             | Legia Varsavia        | EK                    | 19         | 0          | PP              | 2               | 0               | UCL+UEL            | 6+6                | 0+0                | SP          | 0           | 0           | 33     | 0      |
| 2022-2023             | Legia Varsavia        | EK                    | 14         | 0          | PP              | 2               | 0               | -                  | -                  | -                  | -           | -           | -           | 16     | 0      |
| Totale Legia Varsavia | Totale Legia Varsavia | Totale Legia Varsavia | 243        | 8          |                 | 36              | 1               |                    | 46                 | 0                  |             | 3           | 0           | 327    | 9      |
| Totale carriera       | Totale carriera       | Totale carriera       | 365        | 12         |                 | 45              | 1               |                    | 70                 | 1                  |             | 3           | 0           | 483    | 14     |

### Cronologie presenze e reti in nazionale
| Cronologia completa delle presenze e delle reti in nazionale ― Polonia | Cronologia completa delle presenze e delle reti in nazionale ― Polonia | Cronologia completa delle presenze e delle reti in nazionale ― Polonia | Cronologia completa delle presenze e delle reti in nazionale ― Polonia | Cronologia completa delle presenze e delle reti in nazionale ― Polonia | Cronologia completa delle presenze e delle reti in nazionale ― Polonia | Cronologia completa delle presenze e delle reti in nazionale ― Polonia | Cronologia completa delle presenze e delle reti in nazionale ― Polonia |
| Data                                                                   | Città                                                                  | In casa                                                                | Risultato                                                              | Ospiti                                                                 | Competizione                                                           | Reti                                                                   | Note                                                                   |
| ---------------------------------------------------------------------- | ---------------------------------------------------------------------- | ---------------------------------------------------------------------- | ---------------------------------------------------------------------- | ---------------------------------------------------------------------- | ---------------------------------------------------------------------- | ---------------------------------------------------------------------- | ---------------------------------------------------------------------- |
| 12-10-2010                                                             | Montréal                                                               | Ecuador                                                                | 2 – 2                                                                  | Polonia                                                                | Amichevole                                                             | -                                                                      | 61’                                                                    |
| 14-12-2012                                                             | Adalia                                                                 | Polonia                                                                | 4 – 1                                                                  | Macedonia                                                              | Amichevole                                                             | 1                                                                      | 56’ 84’                                                                |
| 4-6-2013                                                               | Cracovia                                                               | Polonia                                                                | 2 – 0                                                                  | Liechtenstein                                                          | Amichevole                                                             | -                                                                      |                                                                        |
| 7-6-2013                                                               | Chișinău                                                               | Moldavia                                                               | 1 – 1                                                                  | Polonia                                                                | Qual. Mondiali 2014                                                    | -                                                                      |                                                                        |
| 14-8-2013                                                              | Danzica                                                                | Polonia                                                                | 3 – 2                                                                  | Danimarca                                                              | Amichevole                                                             | -                                                                      | 76’                                                                    |
| 6-9-2013                                                               | Varsavia                                                               | Montenegro                                                             | 1 – 1                                                                  | Polonia                                                                | Qual. Mondiali 2014                                                    | -                                                                      |                                                                        |
| 10-9-2013                                                              | Serravalle                                                             | San Marino                                                             | 1 – 5                                                                  | Polonia                                                                | Qual. Mondiali 2014                                                    | -                                                                      |                                                                        |
| 11-10-2013                                                             | Charkiv                                                                | Ucraina                                                                | 1 – 0                                                                  | Polonia                                                                | Qual. Mondiali 2014                                                    | -                                                                      |                                                                        |
| 15-10-2013                                                             | Londra                                                                 | Inghilterra                                                            | 2 – 0                                                                  | Polonia                                                                | Qual. Mondiali 2014                                                    | -                                                                      | 77’                                                                    |
| 15-11-2013                                                             | Breslavia                                                              | Slovacchia                                                             | 0 – 2                                                                  | Polonia                                                                | Amichevole                                                             | -                                                                      |                                                                        |
| 11-10-2014                                                             | Varsavia                                                               | Polonia                                                                | 2 – 0                                                                  | Germania                                                               | Qual. Euro 2016                                                        | -                                                                      | 84’                                                                    |
| 14-10-2014                                                             | Varsavia                                                               | Polonia                                                                | 2 – 2                                                                  | Scozia                                                                 | Qual. Euro 2016                                                        | -                                                                      |                                                                        |
| 14-11-2014                                                             | Tbilisi                                                                | Georgia                                                                | 0 – 4                                                                  | Polonia                                                                | Qual. Euro 2016                                                        | -                                                                      |                                                                        |
| 18-11-2014                                                             | Breslavia                                                              | Polonia                                                                | 2 – 2                                                                  | Svizzera                                                               | Amichevole                                                             | 1                                                                      | 53’                                                                    |
| 17-11-2015                                                             | Breslavia                                                              | Polonia                                                                | 3 – 1                                                                  | Rep. Ceca                                                              | Amichevole                                                             | -                                                                      | 40’                                                                    |
| 26-3-2016                                                              | Breslavia                                                              | Polonia                                                                | 5 – 0                                                                  | Finlandia                                                              | Amichevole                                                             | -                                                                      |                                                                        |
| 1-6-2016                                                               | Danzica                                                                | Polonia                                                                | 1 – 2                                                                  | Paesi Bassi                                                            | Amichevole                                                             | 1                                                                      |                                                                        |
| 6-6-2016                                                               | Cracovia                                                               | Polonia                                                                | 0 – 0                                                                  | Lituania                                                               | Amichevole                                                             | -                                                                      | 74’                                                                    |
| 12-6-2016                                                              | Nizza                                                                  | Polonia                                                                | 1 – 0                                                                  | Irlanda del Nord                                                       | Euro 2016 - 1º turno                                                   | -                                                                      |                                                                        |
| 16-6-2016                                                              | Saint-Denis                                                            | Germania                                                               | 0 – 0                                                                  | Polonia                                                                | Euro 2016 - 1º turno                                                   | -                                                                      |                                                                        |
| 21-6-2016                                                              | Marsiglia                                                              | Ucraina                                                                | 0 – 1                                                                  | Polonia                                                                | Euro 2016 - 1º turno                                                   | -                                                                      |                                                                        |
| 25-6-2016                                                              | Saint-Étienne                                                          | Svizzera                                                               | 1 – 1 dts (4 – 5 dtr)                                                  | Polonia                                                                | Euro 2016 - Ottavi di finale                                           | -                                                                      | 58’                                                                    |
| 30-6-2016                                                              | Marsiglia                                                              | Polonia                                                                | 1 – 1 dts (3 – 5 dtr)                                                  | Portogallo                                                             | Euro 2016 - Quarti di finale                                           | -                                                                      | 42’                                                                    |
| 8-10-2016                                                              | Varsavia                                                               | Polonia                                                                | 3 – 2                                                                  | Danimarca                                                              | Qual. Mondiali 2018                                                    | -                                                                      |                                                                        |
| 11-10-2016                                                             | Varsavia                                                               | Polonia                                                                | 2 – 1                                                                  | Armenia                                                                | Qual. Mondiali 2018                                                    | -                                                                      | 34’                                                                    |
| 11-11-2016                                                             | Bucarest                                                               | Romania                                                                | 0 – 3                                                                  | Polonia                                                                | Qual. Mondiali 2018                                                    | -                                                                      |                                                                        |
| 14-11-2016                                                             | Breslavia                                                              | Polonia                                                                | 1 – 1                                                                  | Slovenia                                                               | Amichevole                                                             | -                                                                      |                                                                        |
| 26-3-2017                                                              | Podgorica                                                              | Montenegro                                                             | 1 – 2                                                                  | Polonia                                                                | Qual. Mondiali 2018                                                    | -                                                                      |                                                                        |
| 10-6-2017                                                              | Varsavia                                                               | Polonia                                                                | 3 – 1                                                                  | Romania                                                                | Qual. Mondiali 2018                                                    | -                                                                      |                                                                        |
| 1-9-2017                                                               | Copenaghen                                                             | Danimarca                                                              | 4 – 0                                                                  | Polonia                                                                | Qual. Mondiali 2018                                                    | -                                                                      |                                                                        |
| 10-11-2017                                                             | Varsavia                                                               | Polonia                                                                | 0 – 0                                                                  | Uruguay                                                                | Amichevole                                                             | -                                                                      | 46’                                                                    |
| 13-11-2017                                                             | Danzica                                                                | Polonia                                                                | 0 – 1                                                                  | Messico                                                                | Amichevole                                                             | -                                                                      | 46’                                                                    |
| 23-3-2018                                                              | Breslavia                                                              | Polonia                                                                | 0 – 1                                                                  | Nigeria                                                                | Amichevole                                                             | -                                                                      | 46’                                                                    |
| 27-3-2018                                                              | Varsavia                                                               | Polonia                                                                | 3 – 2                                                                  | Corea del Sud                                                          | Amichevole                                                             | -                                                                      |                                                                        |
| 12-6-2018                                                              | Varsavia                                                               | Polonia                                                                | 4 – 0                                                                  | Lituania                                                               | Amichevole                                                             | -                                                                      |                                                                        |
| 28-6-2018                                                              | Volgograd                                                              | Giappone                                                               | 0 – 1                                                                  | Polonia                                                                | Mondiali 2018 - 1º turno                                               | -                                                                      |                                                                        |
| 11-10-2018                                                             | Chorzów                                                                | Polonia                                                                | 2 – 3                                                                  | Portogallo                                                             | UEFA Nations League 2018-2019 - 1º turno                               | -                                                                      |                                                                        |
| 14-10-2018                                                             | Chorzów                                                                | Polonia                                                                | 0 – 1                                                                  | Italia                                                                 | UEFA Nations League 2018-2019 - 1º turno                               | -                                                                      | 87’                                                                    |
| 19-11-2019                                                             | Varsavia                                                               | Polonia                                                                | 3 – 2                                                                  | Slovenia                                                               | Qual. Euro 2020                                                        | -                                                                      | 7’                                                                     |
| 30-11-2022                                                             | Doha                                                                   | Polonia                                                                | 0 – 2                                                                  | Argentina                                                              | Mondiali 2022 - 1º turno                                               | -                                                                      | 72’                                                                    |
| Totale                                                                 |                                                                        | Presenze                                                               | 40                                                                     |                                                                        | Reti                                                                   | 3                                                                      |                                                                        |

| Cronologia completa delle presenze e delle reti in nazionale (partite non ufficiali) ― Polonia | Cronologia completa delle presenze e delle reti in nazionale (partite non ufficiali) ― Polonia | Cronologia completa delle presenze e delle reti in nazionale (partite non ufficiali) ― Polonia | Cronologia completa delle presenze e delle reti in nazionale (partite non ufficiali) ― Polonia | Cronologia completa delle presenze e delle reti in nazionale (partite non ufficiali) ― Polonia | Cronologia completa delle presenze e delle reti in nazionale (partite non ufficiali) ― Polonia | Cronologia completa delle presenze e delle reti in nazionale (partite non ufficiali) ― Polonia | Cronologia completa delle presenze e delle reti in nazionale (partite non ufficiali) ― Polonia |
| Data                                                                                           | Città                                                                                          | In casa                                                                                        | Risultato                                                                                      | Ospiti                                                                                         | Competizione                                                                                   | Reti                                                                                           | Note                                                                                           |
| ---------------------------------------------------------------------------------------------- | ---------------------------------------------------------------------------------------------- | ---------------------------------------------------------------------------------------------- | ---------------------------------------------------------------------------------------------- | ---------------------------------------------------------------------------------------------- | ---------------------------------------------------------------------------------------------- | ---------------------------------------------------------------------------------------------- | ---------------------------------------------------------------------------------------------- |
| 2-2-2013                                                                                       | Malaga                                                                                         | Romania                                                                                        | 1 – 4                                                                                          | Polonia                                                                                        | Amichevole                                                                                     | -                                                                                              | 46’                                                                                            |
| Totale                                                                                         |                                                                                                | Presenze                                                                                       | 1                                                                                              |                                                                                                | Reti                                                                                           | 0                                                                                              |                                                                                                |

| Cronologia completa delle presenze e delle reti in nazionale ― Polonia under 21 | Cronologia completa delle presenze e delle reti in nazionale ― Polonia under 21 | Cronologia completa delle presenze e delle reti in nazionale ― Polonia under 21 | Cronologia completa delle presenze e delle reti in nazionale ― Polonia under 21 | Cronologia completa delle presenze e delle reti in nazionale ― Polonia under 21 | Cronologia completa delle presenze e delle reti in nazionale ― Polonia under 21 | Cronologia completa delle presenze e delle reti in nazionale ― Polonia under 21 | Cronologia completa delle presenze e delle reti in nazionale ― Polonia under 21 |
| Data                                                                            | Città                                                                           | In casa                                                                         | Risultato                                                                       | Ospiti                                                                          | Competizione                                                                    | Reti                                                                            | Note                                                                            |
| ------------------------------------------------------------------------------- | ------------------------------------------------------------------------------- | ------------------------------------------------------------------------------- | ------------------------------------------------------------------------------- | ------------------------------------------------------------------------------- | ------------------------------------------------------------------------------- | ------------------------------------------------------------------------------- | ------------------------------------------------------------------------------- |
| 1-6-2008                                                                        | -                                                                               | Polonia under 21                                                                | 2 – 2                                                                           | Bielorussia under 21                                                            | Amichevole                                                                      | -                                                                               | 66’                                                                             |
| 9-9-2008                                                                        | Minsk                                                                           | Georgia under 21                                                                | 0 – 5                                                                           | Polonia under 21                                                                | Qual. Europeo Under-21 2009                                                     | -                                                                               | 57’                                                                             |
| Totale                                                                          |                                                                                 | Presenze                                                                        | 2                                                                               |                                                                                 | Reti                                                                            | 0                                                                               |                                                                                 |

## Palmarès

### Club

#### Competizioni nazionali
- Campionato polacco: 6

Legia Varsavia:2012-2013, 2015-2016, 2016-2017, 2017-2018, 2019-2020, 2020-2021
- Coppa di Polonia: 7

Legia Varsavia: 2010-2011, 2011-2012, 2012-2013, 2015-2016, 2017-2018, 2022-2023, 2024-2025
- Supercoppa di Polonia: 1

Legia Varsavia: 2023